# Viện trưởng Lập pháp viện
Viện trưởng Lập pháp viện (tiếng Trung: 立法院長; bính âm: Lì fǎ Yuàn Zhǎng; Wade–Giles: Li Fa Yüan Chang) là người đứng đầu Lập pháp viện của Trung Hoa Dân Quốc, chức vụ này tương đương với Chủ tịch Quốc hội hay Nghị viện ở một số quốc gia khác. Viện trưởng Lập pháp viện hiện là ông Hàn Quốc Du, một nhà lập pháp kỳ cựu thuộc Quốc dân Đảng. Viện trưởng Lập pháp viện được bầu từ tất cả các đại biểu của viện trong buổi họp đầu tiên của mỗi khóa, ông sẽ có nhiệm kỳ tương đương với các thành viên khác trong viện.

## Danh sách
|          |          |                 |                      |           |            |  |  |
| Thứ tự   | Hình ảnh | Tên             | Nhiệm kỳ             | Nhiệm kỳ  | Chính đảng |  |  |
| Thứ tự   | Hình ảnh | Tên             | Bắt đầu              | Kết thúc  | Chính đảng |  |  |
| 1        |          | Hồ Hán Dân      | 8/10/1928            | 2/3/1931  |            |  |  |
| 2        |          | Lâm Sâm         | 2/3/1931             | 1/1/1932  |            |  |  |
| Ủy quyền |          | Thiệu Viên Xung | 2/3/1931             | 1/1/1932  |            |  |  |
| 3        |          | Trương Kế       | 1/1/1932             | 28/1/1932 |            |  |  |
| Ủy quyền |          | Đàm Chấn        | 1/1/1932             | 14/5/1932 |            |  |  |
| Ủy quyền |          | Thiệu Viên Xung | 15/4/1932            | 12/1/1933 |            |  |  |
| 4        |          | Tôn Khoa        | 29/1/1932，12/1/1933 | 17/5/1948 |            |  |  |

### Hậu Hiến pháp
|        |             |           | |            |            |            |  |
| Thứ tự | Số nhiệm kỳ | Hình ảnh  | Tên                                                                                                 | Nhiệm kỳ   | Nhiệm kỳ   | Chính đảng |  |
| Thứ tự | Số nhiệm kỳ | Hình ảnh  | Tên                                                                                                 | Bắt đầu    | Kết thúc   | Chính đảng |  |
| 1      | 1           |           | Tôn Khoa （Phó Viện trưởng：Trần Lập Phu）                                                          | 17/5/1948  | 24/12/1948 |            |  |
| 2      | 1           |           | Đồng Quan Hiền （Phó Viện trưởng：Lưu Kiện Quần）                                                   | 24/12/1948 | 7/10/1949  |            |  |
| 3      | 1           |           | Lưu Kiện Quần （Phó Viện trưởng：Hoàng Quốc Thư）                                                   | 7/10/1950  | 19/10/1951 |            |  |
| -      | Ủy quyền    |           | Hoàng Quốc Thư                                                                                      | 19/10/1951 | 11/3/1952  |            |  |
| 4      | 1           |           | Trương Đạo Phan （Phó Viện trưởng：Hoàng Quốc Thư）                                                 | 11/3/1952  | 24/2/1961  |            |  |
| 5      | 1           |           | Hoàng Quốc Thư （Phó Viện trưởng：Nghê Văn Á）                                                      | 24/2/1961  | 22/2/1972  |            |  |
| -      | Ủy quyền    |           | Nghê Văn Á （Phó Viện trưởng：Lưu Khoát Tài）                                                       | 22/2/1972  | 28/4/1972  |            |  |
| 6      | 1           | 2/5/1972  | Nghê Văn Á （Phó Viện trưởng：Lưu Khoát Tài）                                                       | 20/1/1988  |            |            |  |
| -      | Ủy quyền    |           | Lưu Khoát Tài （Phó Viện trưởng：Lương Túc Nhung）                                                  | 18/10/1988 | 24/2/1989  |            |  |
| 7      | 1           | 24/2/1989 | Lưu Khoát Tài （Phó Viện trưởng：Lương Túc Nhung）                                                  | 12/2/1990  |            |            |  |
| -      | Ủy quyền    |           | Lương Túc Nhung （Phó Viện trưởng：Lưu Tùng Phan                                                    | 12/2/1990  | 27/2/1990  |            |  |
| 8      | 1           | 27/2/1990 | Lương Túc Nhung （Phó Viện trưởng：Lưu Tùng Phan                                                    | 31/12/1991 |            |            |  |
| 9      | 1           |           | Lưu Tùng Phan （Phó Viện trưởng：Thẩm Thế Hùng, Vương Kim Bình）                                    | 17/1/1992  | 31/1/1993  |            |  |
| 9      | 2           | 1/2/1993  | Lưu Tùng Phan （Phó Viện trưởng：Thẩm Thế Hùng, Vương Kim Bình）                                    | 31/1/1996  |            |            |  |
| 9      | 3           | 1/2/1996  | Lưu Tùng Phan （Phó Viện trưởng：Thẩm Thế Hùng, Vương Kim Bình）                                    | 31/1/1999  |            |            |  |
| 10     | 1           |           | Vương Kim Bình （Phó Viện trưởng：Nhiêu Dĩnh Kỳ, Giang Bính Khôn, Chung Vĩnh Cát, Tăng Vĩnh Quyền） | 1/2/1999   | 31/1/2002  |            |  |
| 10     | 2           | 1/2/2002  | Vương Kim Bình （Phó Viện trưởng：Nhiêu Dĩnh Kỳ, Giang Bính Khôn, Chung Vĩnh Cát, Tăng Vĩnh Quyền） | 31/1/2005  |            |            |  |
| 10     | 3           | 1/2/2005  | Vương Kim Bình （Phó Viện trưởng：Nhiêu Dĩnh Kỳ, Giang Bính Khôn, Chung Vĩnh Cát, Tăng Vĩnh Quyền） | 31/1/2008  |            |            |  |
| 10     | 4           | 1/2/2008  | Vương Kim Bình （Phó Viện trưởng：Nhiêu Dĩnh Kỳ, Giang Bính Khôn, Chung Vĩnh Cát, Tăng Vĩnh Quyền） | 31/1/2012  |            |            |  |
| 10     | 5           | 1/2/2012  | Vương Kim Bình （Phó Viện trưởng：Nhiêu Dĩnh Kỳ, Giang Bính Khôn, Chung Vĩnh Cát, Tăng Vĩnh Quyền） | 31/1/2016  |            |            |  |
| 11     | 1           |           | Tô Gia Tuyền （Phó Viện trưởng：Thái Kỳ Xương）                                                     | 1/2/2016   | 31/1/2020  |            |  |
| 12     | 1           |           | Du Tích Khôn （Phó Viện trưởng：Thái Kỳ Xương）                                                     | 1/2/2020   | 31/1/2024  |            |  |
| 12     | 1           |           | Hàn Quốc Du （Phó Viện trưởng：Giang Khải Thành）                                                   | 1/2/2024   | nay        |            |  |